# Acalymma perplexum
Acalymma perplexum es un coleóptero de la familia Chrysomelidae.
Fue descrita  en 1886 por Baly.